# Stephanopis thomisoides
Stephanopis thomisoides là một loài nhện trong họ Thomisidae.
Loài này thuộc chi Stephanopis. Stephanopis thomisoides được miêu tả năm 1871 bởi Bradley.